# Buzuluk (affluente della Samara)
Il Buzuluk (in russo Бузулу́к?) è un fiume della Russia europea meridionale (oblast' di Orenburg), affluente di sinistra della Samara (bacino idrografico del Volga).
La sorgente si trova sulle pendici settentrionali dell'Obščij Syrt e scorre attraverso la steppa arata in direzione nord-occidentale, a metà corso gira a nord-est e sfocia nella Samara nella parte orientale della città di Buzuluk.